# Lobelia telekii
Lobelia telekii là loài thực vật có hoa trong họ Hoa chuông. Loài này được Schweinf. mô tả khoa học đầu tiên năm 1892.